# Canton du Mans-3
Le canton du Mans-3 est une circonscription électorale française du département de la Sarthe.

## Histoire
Un nouveau découpage territorial de la Sarthe entre en vigueur à l'occasion des premières élections départementales suivant le décret du 24 février 2014. Les conseillers départementaux sont, à compter de ces élections, élus au scrutin majoritaire binominal mixte. Les électeurs de chaque canton élisent au Conseil départemental, nouvelle appellation du Conseil général, deux membres de sexe différent, qui se présentent en binôme de candidats. Les conseillers départementaux sont élus pour 6 ans au scrutin binominal majoritaire à deux tours, l'accès au second tour nécessitant 12,5 % des inscrits au 1er tour. En outre la totalité des conseillers départementaux est renouvelée. Ce nouveau mode de scrutin nécessite un redécoupage des cantons dont le nombre est divisé par deux avec arrondi à l'unité impaire supérieure si ce nombre n'est pas entier impair, assorti de conditions de seuils minimaux. Dans la Sarthe, le nombre de cantons passe ainsi de 40 à 21.
Le canton du Mans-3 est formé d'une fraction de la commune du Mans. Il est entièrement inclus dans l'arrondissement du Mans. Le bureau centralisateur est situé au Mans.

## Représentation
| Période élective | Période élective | Mandat | Mandat           | Identité              | Nuance | Nuance | Qualité |
| ---------------- | ---------------- | ------ | ---------------- | --------------------- | ------ | ------ | --- |
| 2015             | 2021             | 2015   | 2019 (démission) | Jean-Michel Batailler |        | DVD    | Chef d'entreprise, conseiller municipal du Mans (2014-2019) |
| 2015             | 2021             | 2015   | 2021             | Véronique Rivron      |        | LR     | Directrice d'établissement enfance handicapée à la retraite, conseillère municipale du Mans (2001-2020), conseillère générale du canton du Mans-Centre (2004-2015), 3e vice-présidente du conseil départemental |
| 2015             | 2021             | 2019   | 2021             | Olivier Sasso         |        | LR     | Cadre bancaire, secrétaire départemental des Républicains de la Sarthe |
| 2021             | 2028             | 2021   | en cours         | Véronique Rivron      |        | LR     | Conseillère sortante, 1re vice-présidente du conseil départemental |
| 2021             | 2028             | 2021   | en cours         | Olivier Sasso         |        | LR     | Conseiller sortant |

### Résultats détaillés

#### Élections de mars 2015
À l'issue du 1er tour des élections départementales de 2015, deux binômes sont en ballottage : Jean-Michel Batailler et Véronique Rivron (UMP, 34,72 %) et Stéphane Chevet et Marlène Schiappa (PS, 24,02 %). Le taux de participation est de 47,12 % (8 716 votants sur 18 497 inscrits) contre 49,74 % au niveau départemental et 50,17 % au niveau national.
Au second tour, Jean-Michel Batailler et Véronique Rivron (UMP) sont élus avec 56,9 % des suffrages exprimés et un taux de participation de 46,82 % (4 480 voix pour 8 660 votants et 18 497 inscrits).
Jean-Michel Batailler a quitté LR.

#### Élections de juin 2021
Le premier tour des élections départementales de 2021 est marqué par un très faible taux de participation (33,26 % au niveau national). Dans le canton du Mans-3, ce taux de participation est de 31,57 % (5 778 votants sur 18 301 inscrits) contre 29,78 % au niveau départemental. À l'issue de ce premier tour, deux binômes sont en ballottage : Véronique Rivron et Olivier Sasso (LR, 38,77 %) et Isabelle Sévère et Renaud Wagenaar (Union à gauche avec des écologistes, 23,12 %).
Le second tour des élections est marqué une nouvelle fois par une abstention massive équivalente au premier tour. Les taux de participation sont de 34,36 % au niveau national, 30,67 % dans le département et 32,62 % dans le canton du Mans-3. Véronique Rivron et Olivier Sasso (LR) sont élus avec 55,41 % des suffrages exprimés (3 033 voix pour 5 971 votants et 18 304 inscrits),,.

## Composition
| Nom                             | Code Insee | Intercommunalité     | Superficie (km2) | Population (dernière pop. légale)                 | Densité (hab./km2) | Modifier                                    |
| ------------------------------- | ---------- | -------------------- | ---------------- | ------------------------------------------------- | ------------------ | ------------------------------------------- |
| Le Mans (bureau centralisateur) | 72181      | CU Le Mans Métropole | 52,81            | Fraction : 30 352 (2022) Commune : 145 182 (2022) | 2 749              | modifier les données · modifier les données |
| Canton du Mans-3                | 7212       |                      |                  | 30 352 (2022)                                     |                    | modifier les données                        |

Le canton du Mans-3 comprend la partie de la commune du Mans située à l'intérieur d'un périmètre défini par l'axe des voies et limites suivantes : pont Gambetta, cours principal de la Sarthe, ligne droite jusqu'à l'extrémité de l'intersection de la rue Alphonse-Poitevin et de la rue Saint-Pavace, rue Alphonse-Poitevin jusqu'à l'intersection avec la ruelle Sainte-Barbe, rue Henry-Delagenière jusqu'à l'intersection de la ruelle Sainte-Barbe, rue de l'Abbaye-Saint-Vincent, rue de l'Enclos, rue de Bellevue, rue des Maillets, rue des Victimes-du-Nazisme, rue des Pompes, rue de la Rivière, rue Prémartine, rue René-Bardet, rue de l'Eglantine, rue de Cyrus, rue de l'Eventail, rue de la Solitude, chemin de Malpalu, rue Gazonfier, avenue Bollée, boulevard Nicolas-Cugnot, rue de l'Estérel, rue des Pays-Bas, rue de la Bertinière, rue de Mayence, rue de la Mare, avenue Jean-Jaurès, boulevard Emile-Zola, boulevard Robert-Jarry, pont des Tabacs, cours de la Sarthe.

## Démographie
En 2022, le canton comptait 30 352 habitants, en évolution de +3,67 % par rapport à 2016 (Sarthe : −0,25 %, France hors Mayotte : +2,11 %).
| 2013   | 2018   | 2022   |
| ------ | ------ | ------ |
| 29 012 | 29 143 | 30 352 |